# Hullaryd
Hullaryd är en småort i Aneby kommun i Jönköpings län, belägen i Lommaryds socken. I byn finns blandad bebyggelse men i dess äldre delar finns flera hus från 1700- och 1800-talet. Ståtligast är Tingshuset, byggt på 1790-talet och fram till 1909 var det Norra Wedbo härads tingsrätt. Det finns även ett tillhörande kronohäkte. Numera är Tingshuset privatbostad men har tidigare under åren också inrymt Hullaryd-Aneby Sparbank.